# Češki koridor
Češki koridor znan tudi kot češko-jugoslovanski teritorialni koridor, je bil eden od mnogih nerealiziranih projektov, ki so bili obravnavani na pariški mirovni konferenci leta 1919. Koridor je bil predlagan zaradi razpada Avstro-ogrskega imperija, njegova osnovna zamisel je bila razdeliti Avstrijo in Madžarsko ter povezati zahodne in južne Slovane. Koridor ni dobil večinske podpore držav udeleženk mirovne konference in je bil zato zavrnjen. 

## Projekt
Po razpadu Avstro-ogrske sta vzniknili novi slovanski državi, Češkoslovaška in Kraljevina Jugoslavija, ki sta bili zainteresirani za povečanje svojega ozemlja. Na roko jima je šlo, da sta bili Avstrija in Nemčija poraženki prve svetovne vojne in so jima zmagovalne države lahko diktirale. Poleg tega je konec 19. in v začetku 20. stoletja slovanske narode zajela panslovanska ideologija, ki je krepila ideje o zbliževanju Slovanov, v tem primeru tudi geografsko. Avtor projekta češko-jugoslovanskega koridorja je bil češki državnik Tomáš Garrigue Masaryk, ki je projekt predlagal francoski vladi že leta 1916. Zanj pa se je na pariški mirovni konferenci zelo zavzemal tudi slovenski etnolog in antropolog Niko Zupanič.  
Koridor bi potekal, kjer je najbližja meja med Jugoslavijo (Slovenijo) in Češkoslovaško (Slovaško) oziroma po meji med Avstrijo in Madžarsko. Dolg bi bil 200 km in širok 80 km. Obstaja več različic predloga koridorja. Cilj projekta je bil razdeliti Avstrijo in Madžarsko s pasom slovanske zemlje, ker pa sta državi že bili neodvisni druga od druge, projekt ni dobil podpore. Idejo so podpirali hrvaški nacionalisti, ki so hoteli povezati Hrvate, ki so živeli na Gradiščanskem (prekmursko Gradišče, nemško Burgenland), ozemlju, kjer bi potekal koridor, z ostalimi južnimi Slovani. 

## Utemeljitve
Za oblikovanje koridorja sta slovanski državi videli mnogo zgodovinskih motivov. Na teritorju, kjer bi potekal koridor, je v 9. stoletju obstajala Blatenska kneževina Slovanov, teritorij vzhodne Avstrije pa se je nahajal pod Velikomoravsko. V tem času je bila slovanska kneževina povezava med zahodnimi in južnimi Slovani. Kasneje je bila zaradi madžarskih vpadov uničena. Kneževina je nastala okoli 839. leta okoli današnjega Blatnega jezera. Leta 901 je bilo območje že pod nadzorom Madžarov. Od 10. do 12. stoletja se je večji del mestnega zahodnoslovanskega prebivalstva pomadžaril in v zahodnem delu Gradiščanske (nemško Burgenland) ponemčil, manjši del pa je ohranil hrvaško identiteto. 

## Razlogi za zavrnitev projekta
Glavni razlog za zavrnitev projekta je bila etnična sestava prebivalstva. Čeprav je bilo območje v srednjem veku poseljeno s slovanskim prebivalstvom, je bilo območje v 20. stoletju poseljeno večinoma z madžarskim in nemškim življem, manjši delež pa se je identificiral tudi za Hrvate. 